# Сборная Кубы по бейсболу
Сборная Кубы по бейсболу (исп. Selección de béisbol de Cuba) представляет Кубу в международных бейсбольных соревнованиях. Деятельностью команды управляет Федерация бейсбола Кубы.
Сборная Кубы является одной из самых титулованных в мировой истории. Команда трижды выигрывала олимпийский бейсбольный турнир, дважды становилась серебряным призёром. На Кубке мира, проводившемся под эгидой IBAF с 1938 по 2011 год, кубинская команда одержала двадцать пять побед, четыре раза становилась серебряным призёром и дважды выигрывала бронзовые медали. Двенадцать раз команда выигрывала бейсбольный турнир Панамериканских игр, неизменно попадая в число призёров соревнований с 1963 года. Одиннадцать раз сборная Кубы становилась победителем Межконтинентального кубка.
По состоянию на декабрь 2021 года сборная Кубы занимает девятое место в рейтинге WBSC. Главным тренером команды с апреля 2021 года является Армандо Феррер.

## История
Бейсбол на Кубе появился в 1860-х годах. В страну его привезли американские матросы и студенты, обучавшиеся в колледжах в США. Одними из пионеров игры на острове стали братья Немесио и Эрнесто Гильо, учившиеся в колледже Спринг-Хилл в Мобиле. В 1868 году, во время Десятилетней войны, генерал-капитан острова Франсиско де Лерсунди издал указ, запрещавший занятия бейсболом и называвший игру «антииспанской».
Первый официальный матч на Кубе состоялся 27 декабря 1874 году в Пуэбло-Нуэво в провинции Матансас. Спустя три года был проведён первый международный матч, в котором соперником кубинцев стали моряки с американского учебного корабля. В 1878 году была основана первая на острове бейсбольная лига. 
Традиции бейсбола на Кубе являются одними из старейших в мире. До революции и прихода к власти Фиделя Кастро лучшие игроки с острова регулярно уезжали играть в Главную лигу бейсбола. 
На протяжении всей своей истории сборная Кубы доминировала на международной арене. Команда выиграла двадцать пять Кубков мира из тридцати шести. Из пяти турниров на Олимпийских играх кубинцы выиграли три, ещё два раза заняв второе место. Сборная также стала серебряным призёром первого турнира Мировой бейсбольной классики, в котором принимали участие игроки МЛБ. Одиннадцать раз команда выигрывала Межконтинентальный кубок. С 1987 по 1997 год сборная Кубы провела серию из ста пятидесяти победных матчей подряд.

## Достижения

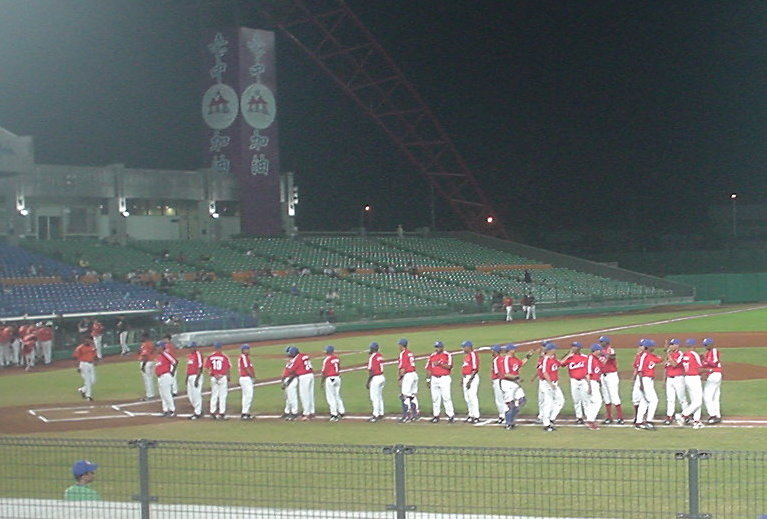
Сборная Кубы перед матчем Межконтинентального кубка против команды Нидерландов. Тайвань, 2006 год.

### Мировая бейсбольная классика
Финалист (1): 2006

### Олимпийские игры
Чемпион (3): 1992, 1996, 2004

 Финалист (2): 2000, 2008

### Кубок мира
Чемпион (25): 1939, 1940, 1942, 1943, 1950, 1952, 1953, 1961, 1969, 1970, 1971, 1972, 1973, 1976, 1978, 1980, 1984, 1986, 1988, 1990, 1994, 1998, 2001, 2003, 2005

 Финалист (4): 1941, 2007, 2009, 2011

 3- место (2): 1944, 1950

### Межконтинентальный кубок
Чемпион (10): 1979, 1983, 1985, 1987, 1989, 1991, 1993, 1995, 2002, 2006

 Финалист (3): 1981, 1997, 1999

### Панамериканские игры
Чемпион (12): 1951, 1963, 1971, 1975, 1979, 1983, 1987, 1991, 1995, 1999, 2003, 2007

 Финалист (1): 1967

 3- место (2): 2011, 2015

### Игры Центральной Америки и Карибского бассейна
Чемпион (15): 1926, 1930, 1935, 1938, 1950, 1966, 1970, 1974, 1978, 1986, 1990, 1993, 1998, 2006, 2014

 Финалист (2): 1982, 2018

 3- место (1): 1946

### Haarlem Baseball Week
Чемпион (5): 1972, 1974, 1996, 1998, 2012

 Финалист (6): 1990, 2000, 2004, 2006, 2008, 2010

 3- место (2): 1978, 2002